# Bulldog
El bulldog, también conocido como bulldog inglés (en inglés: English Bulldog),  es una raza de perro originaria de Inglaterra. Su ancestro, conocido como el Antiguo Bulldog Inglés, fue utilizado en peleas de perros con toros (bull-baiting) hasta mediados del siglo XVII, aunque en 1835 esta práctica fue prohibida. Hoy en día, esta raza de perro es uno de los símbolos de Inglaterra.

## Historia
El término bulldog fue citado por primera vez alrededor del año 1500 en una carta que pedía el envío de "dos buenos bulldogs".
El término bulldog, que significa perro toro, deriva de la función en que perros de este tipo eran utilizados, o sea, para la guardia y el control del ganado bravo y la lucha con toros para entretenimiento.
Hay muchas teorías sobre el origen del bulldog original. Algunos autores relatan que el antiguo bulldog estaba relacionado con el bullenbeisser, el mastín inglés, bulldog español y otros perros del tipo, y por lo tanto era más un descendiente del perro alano.
Otra teoría especula que su origen está en el «antiguo perro africano, kelb thal gliet, o perro de toros maltés: una raza importada a Inglaterra, que cruzada con antiguos mastines dio origen al antiguo bulldog inglés.
El bulldog de antaño era más ligero y similar al bóxer que al rechoncho bulldog actual; era un animal puramente deportivo. Fue usado en la creación de otras razas como: bullmastiff, bóxer, bull terrier y algunos sabuesos como el beagle de tipo antiguo. Como perro de pelea era un animal que solo aceptaba el desafío de animales mayores tales como osos, toros e incluso leones.
El origen del nombre se debe al hecho de ser un perro de carniceros, es decir, su función era hacer correr a los toros, por creerse que así su carne era más suave. Aunque es probable que sea una deformación del nombre Band dog o «perro aguerrido».
Los bulldogs antiguos se diferencian bastante con el actual. La raza fue modificada a través de cruces con otras razas como el pug o carlino; raza de la cual el bulldog heredó su achatado hocico así como su regordeta musculatura.
Los bulldogs antiguos eran perros de aspecto variado, a veces perros de hocico alargado y de todos los colores. Ha de tenerse en cuenta que el antiguo bulldog era un animal de trabajo por lo cual se le daba mucha importancia al carácter.
Los orígenes del bulldog inglés se remontan, como todos los molosos, al mastín tibetano, que se expandió por el mundo gracias a los navegantes fenicios. En la Gran Bretaña actual, el mastín tibetano cruzado con perros locales dio origen a un perro que se podría comparar con un mastín de hoy y que se utilizó para luchar contra los romanos cuando, en el año 55 a. C., intentaron invadir por primera vez las islas británicas.
El valor, la potencia física y la resistencia al dolor manifestados por estos perros impresionaron tanto a los romanos que se llevaron algunos de ellos a Roma para que combatiesen en la arena contra osos y leones. Incluso, años más tarde, se les lanzó contra los cristianos.
Con la caída del Imperio romano de los Césares, los combates de perros se expandieron por toda Europa. Los canes destinados a este fin, eran incitados desde cachorros a morder todo lo que pasaba por delante de ellos; la selección se operaba haciendo reproducirse únicamente a los ejemplares más robustos, valientes y agresivos. Así, se consiguió una verdadera 'máquina de guerra de cuatro patas'.
El bulldog inglés actual es un animal orientado a la competición en exposiciones de belleza. Es inteligente, limpio y muy manso; es un excelente animal de compañía.

## Características

### Apariencia

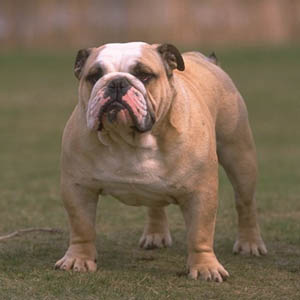
Bulldog adulto

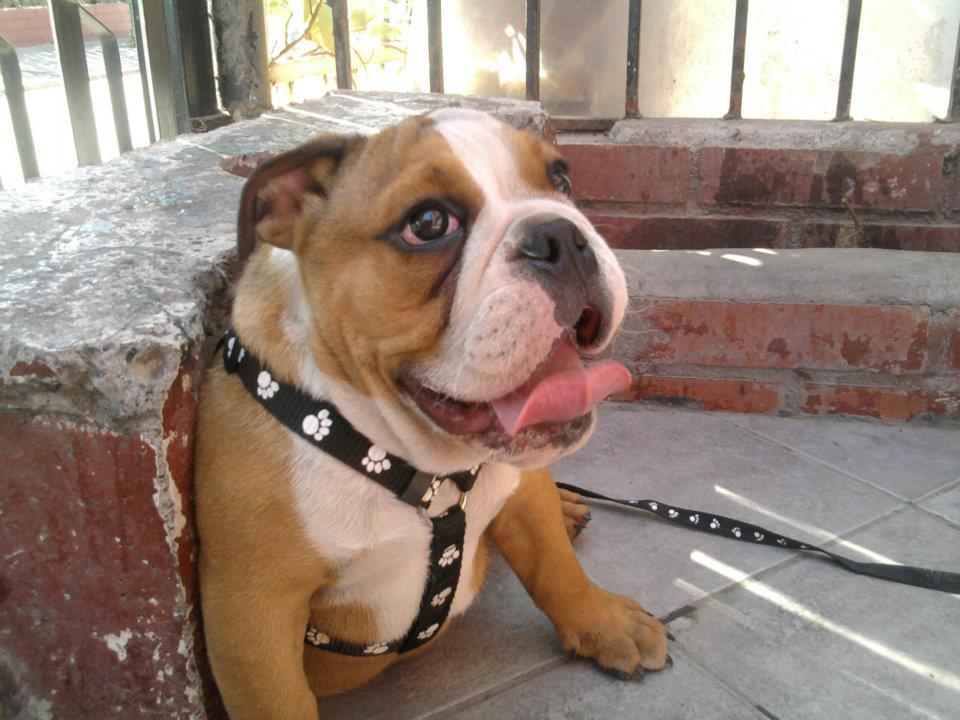
Un bulldog inglés de 6 meses.

El bulldog es una raza que se caracteriza por tener gruesos hombros y una cabeza grande en proporción a su cuerpo. Por lo general gruesos pliegues de piel en su frente, seguidos de unos negros, redondos y grandes ojos. Tiene un hocico corto con pliegues por encima de la nariz, con una papada colgante bajo el cuello, junto con unos labios caídos y unos dientes puntiagudos. Su pelaje es corto, liso y elegante con colores rojo, beige, blanco, atigrado (mezcla de colores, a veces en rayas irregulares) y varias tonalidades de estos. No se acepta el color negro como predominante.
En Estados Unidos el peso de un adulto macho es de aproximadamente 22 kg y el de las hembras es de 18 kg, para un bulldog inglés estándar. En el Reino Unido, lugar de origen de esta raza, el peso establecido es de 25 kg para los machos y de 22 kg para las hembras. Coexisten 3 estándares con pequeñas diferencias, pero que a día de hoy pueden crear diferencias de interpretación. 
Algunas razas caninas se les corta la cola o se las atracan después del nacimiento, los bulldog son de las pocas razas que tienen la cola naturalmente corta y rizada. Una cola larga y erguida es un defecto en un bulldog. A su vez, y tal y como indica el estándar FCI de esta raza con mención a la cola, citando textualmente: Ausencia de cola, colas invertidas o muy apretadas son indeseables.

### Temperamento
Según el American Kennel Club, el carácter de un bulldog debe ser ‘ecuánime y amable, resuelto y valiente (no vicioso ni agresivo), y el comportamiento debe ser pacifista y digno. Estos atributos deben estar respaldados por la expresión y el comportamiento’.
Los criadores han trabajado para eliminar la agresión de la raza. La mayoría tiene una naturaleza amigable, paciente pero obstinada. Los bulldogs son reconocidos como excelentes mascotas familiares debido a su tendencia a formar fuertes vínculos con los niños. Generalmente, esta raza es conocida por llevarse bien con los niños, otros perros y otras mascotas.

## Salud

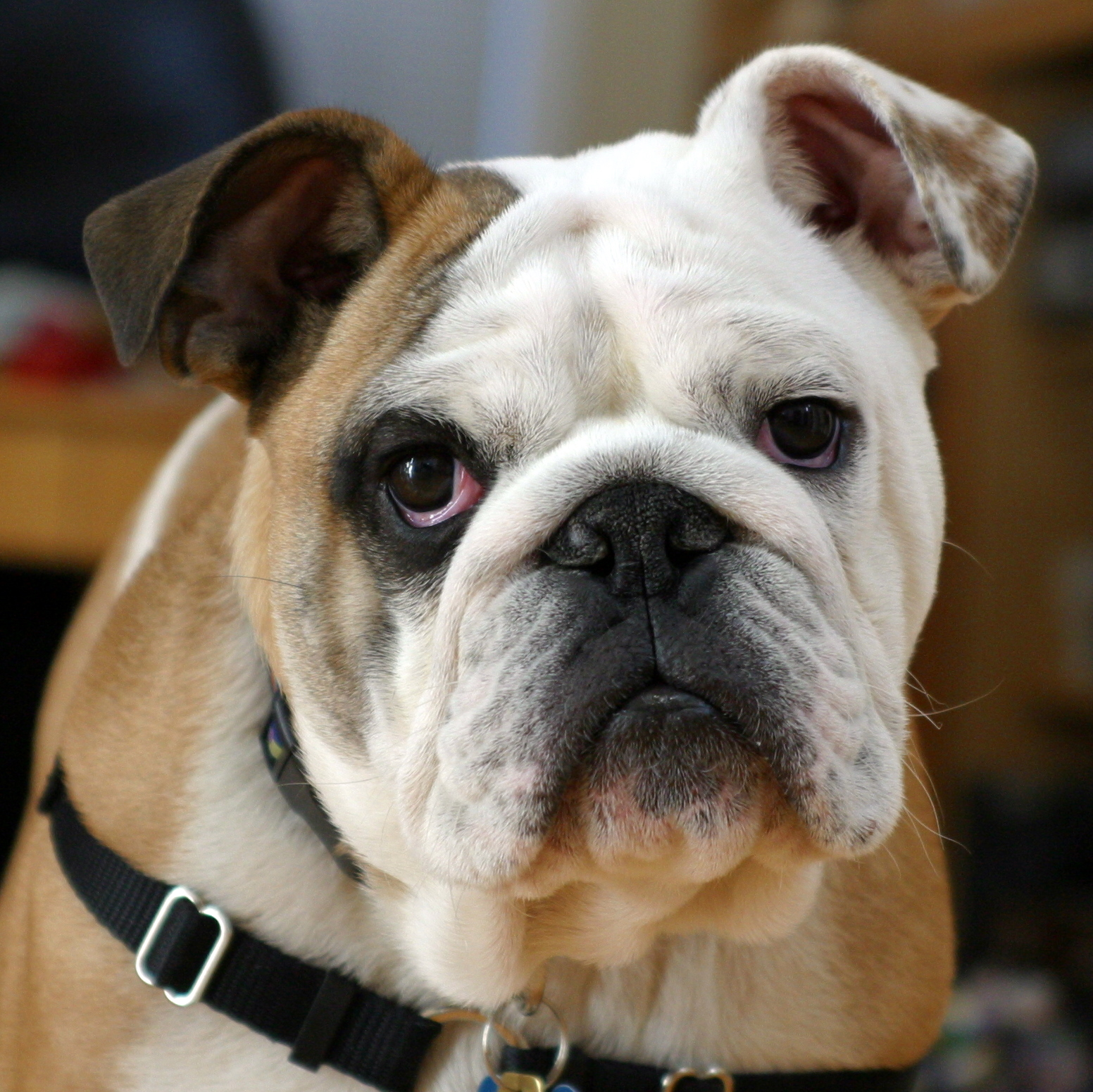
Cachorro de bulldog de seis meses campeón AKC.

El bulldog, debido a la deformidad de su hocico, es una raza con predisposición a sufrir golpes de calor por su conformación craneal, la mayoría de los perros de esta raza presentan al menos una de las anomalías del síndrome braquiocefálico, situación que deteriora en grados distintos su respiración y la hace incapaz de enfriarlos con eficacia en momentos de ejercicio intenso y temperaturas altas. Razón por la que es propenso al "golpe de calor" o hipertermia, a la apnea del sueño y a las dificultades digestivas. Estudios han comprobado que las causas de muchos de los problemas digestivos en esta raza (gasificación intestinal excesiva, torsión gástrica, reflujo y mala digestión, entre otros) son detonados por sus problemas respiratorios.
Su propensión a la obesidad tiene causas diversas y, aunado a su gusto por la comida, es un punto importante a vigilar, ya que puede incrementar los problemas de displasia de cadera a los que es propenso el bulldog. Cuando son obesos sufren mayor número de lesiones óseas en extremidades y cadera, tienen mayores posibilidades de colapso respiratorio y sanguíneo, así como mayor índice de diversas enfermedades de origen cardíaco. Para coadyuvar a mantenerlo en buen estado de salud y disminuir los riesgos de enfermedad es recomendable ejercitarlo de 20 a 30 minutos diariamente o al menos cada tercer día, con caminatas a paso medio (no trotar) durante las horas frescas del día. Se recomienda dejar un intervalo de tiempo antes y después de que coma el perro para poder ejercitarlo sin riesgos.
Otro importante factor que coadyuva al mantenimiento de su salud es la atención periódica veterinaria al menos cada seis meses. Cabe señalar que el bulldog sufre en algunos casos de problemas en los ojos, llamados entropión y ectropión, enfermedades que deberán de ser operadas para no afectar la córnea de dicho animal. Acudir con el mejor veterinario cercano que tenga experiencia en la raza para que, además de desparasitar, vacunar y limpieza dental, realice una revisión general mediante análisis de laboratorio. Proporcionar cuidados rutinarios que incluyan: cepillar su pelo cada tercer día; bañarlo, cortar sus uñas y limpiar arrugas cada tres a cuatro semanas o según lo requiera el perro; jugar con él diariamente durante unos breves minutos para reafirmar la comunicación y amistad; reafirmar su buena educación repitiendo órdenes aprendidas y límites de comportamiento, así como enseñarle nuevas órdenes de obediencia.
En el ámbito de apareamiento, suele utilizarse la inseminación artificial dada la dificultad de monta o salto natural, ya que la morfología de los ejemplares no ayuda al apareamiento; terminando el tiempo de gestación, en la mayoría de los casos deberán de tener una operación de cesárea para el nacimiento de los cachorros debido a la forma ósea de su cadera no siendo de ayuda para desarrollar un parto natural, al menos sin riesgos. Se recomienda especial atención y vigilancia en los últimos días de gestación, recomendando visita veterinaria para determinar el estado general de la hembra y los futuros cachorros.

### Esperanza de vida
Un estudio en el Reino Unido de datos veterinarios encontró una esperanza de vida de 7,39 años, el segundo más bajo de todas las razas en el estudio.
Un estudio realizado en 2004 en el Reino Unido sobre 180 muertes de Bulldog sitúa la edad media de fallecimiento en seis años y tres meses. La principal causa de muerte de los Bulldogs en la encuesta fue la relacionada con el corazón (20%), el cáncer (18%) y la vejez (9%). Los que murieron de viejos tenían una esperanza de vida media de 10 a 11 años.  Una encuesta realizada en 2013 en una clínica veterinaria del Reino Unido a 26 Bulldogs sitúa la mediana de vida en 8,4 años con un rango intercuartílico de 3,2-11,3 años.

### Braquicefalia

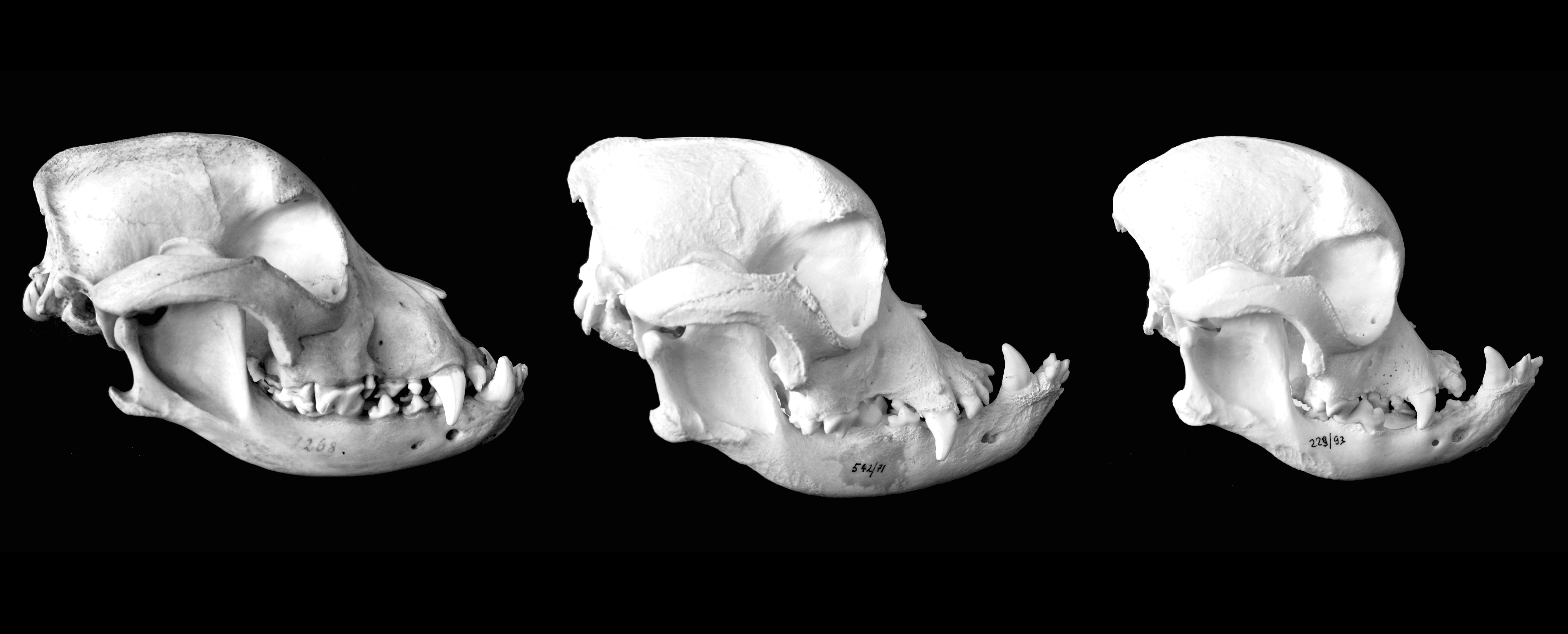
Evolución de la braquicefalia en Bulldogs. De izquierda a derecha, los cráneos son aproximadamente de las décadas de 1910, 1960 y 1980.

El hocico acortado y la cara empujada del Bulldog se conoce como braquicefalia.  La braquicefalia provoca la deformación del tracto respiratorio superior y conduce a la obstrucción de la respiración. Los efectos de la braquicefalia son estridor, respiración estertorosa, emesis, dermatitis de los pliegues cutáneos, síndrome obstructivo braquicefálico de las vías respiratorias, exoftalmos, reflejo nauseoso faríngeo, cianosis y colapso laríngeo.  Otros problemas derivados de la braquicefalia son el riesgo de complicaciones durante la anestesia, e hipertermia —  esta última se debe a la incapacidad de reducir eficazmente la temperatura corporal mediante el jadeo.  Muchas aerolíneas prohíben que esta raza vuele en la bodega de carga debido a la alta tasa de muertes por la mala interacción de la presión del aire con sus problemas respiratorios.

### Otras afecciones
Las estadísticas de la Fundación Ortopédica para los animales indican que de los 467 Bulldogs examinados entre 1979 y 2009 (30 años), el 73,9% estaban afectados por displasia de cadera, la más alta entre todas las razas.  Del mismo modo, la raza tiene la peor puntuación en la Asociación Veterinaria Británica / Kennel Club Hip displasia esquema de puntuación, aunque sólo 22 Bulldogs fueron probados en el esquema.
Un estudio realizado en Inglaterra encontró que el Bulldog tiene un riesgo casi tres veces mayor de luxación patelar, con un 2,9% de todos los Bulldogs con la condición.
El 17% de los Bulldogs encuestados tenían dermatitis del pliegue cutáneo en un estudio del Reino Unido de 1963.
Un estudio del Royal Veterinary College descubrió que los Bulldogs son una raza mucho menos sana que la media, con más del doble de probabilidades de ser diagnosticados con al menos uno de los trastornos caninos comunes investigados en el estudio. 
Más del 80% de las camadas de Bulldog nacen por cesárea porque sus cabezas, característicamente grandes, pueden quedar atascadas en el canal de parto de la madre y para evitar posibles problemas respiratorios a la madre durante el parto.
Un estudio británico descubrió que la demodicosis es más frecuente en el Bulldog que en otras razas. La prevalencia global fue del 1,5% en la raza en comparación con la tasa del 0,17% para todos los perros. Para los perros menores de 2 años la prevalencia fue del 3,6% en comparación con el 0,48%.
La raza tiene predisposición a la dermatitis atópica.

### Controversias y situación legal
En enero de 2009, tras el documental de la BBC Pedigree Dogs Exposed, The Kennel Club introdujo estándares de raza revisados para el Bulldog Británico, junto con otras 209 razas, para abordar las preocupaciones sanitarias. Con la oposición del Consejo de la Raza Bulldog Británico, la prensa especuló con que los cambios conducirían a una cabeza más pequeña, menos pliegues cutáneos, un hocico más largo y una postura más alta y delgada, para combatir los problemas de respiración y cría debidos al tamaño de la cabeza y la anchura de los hombros.  En 2019 el Dutch Kennel Club implementó algunas normas de cría para mejorar la salud del Bulldog. Entre ellas se encuentra una prueba de aptitud física en la que el perro tiene que caminar 1 km (0,62 millas) en 12 minutos.   Su temperatura y ritmo cardíaco tienen que recuperarse tras 15 minutos.
En 2014, el gobierno holandés prohibió la cría de perros con el hocico más corto de un tercio del cráneo, incluidos los Bulldogs, una ley que empezó a aplicar en 2019. En 2022, el Tribunal de Distrito de Oslo dictó una sentencia que prohibía la cría de Bulldogs en Noruega debido a su propensión a desarrollar problemas de salud. En su veredicto, el tribunal juzgó que ningún perro de esta raza podía considerarse sano, por lo que utilizarlos para la cría sería una violación de la Ley de Bienestar Animal de Noruega.

## Importancia en la cultura popular

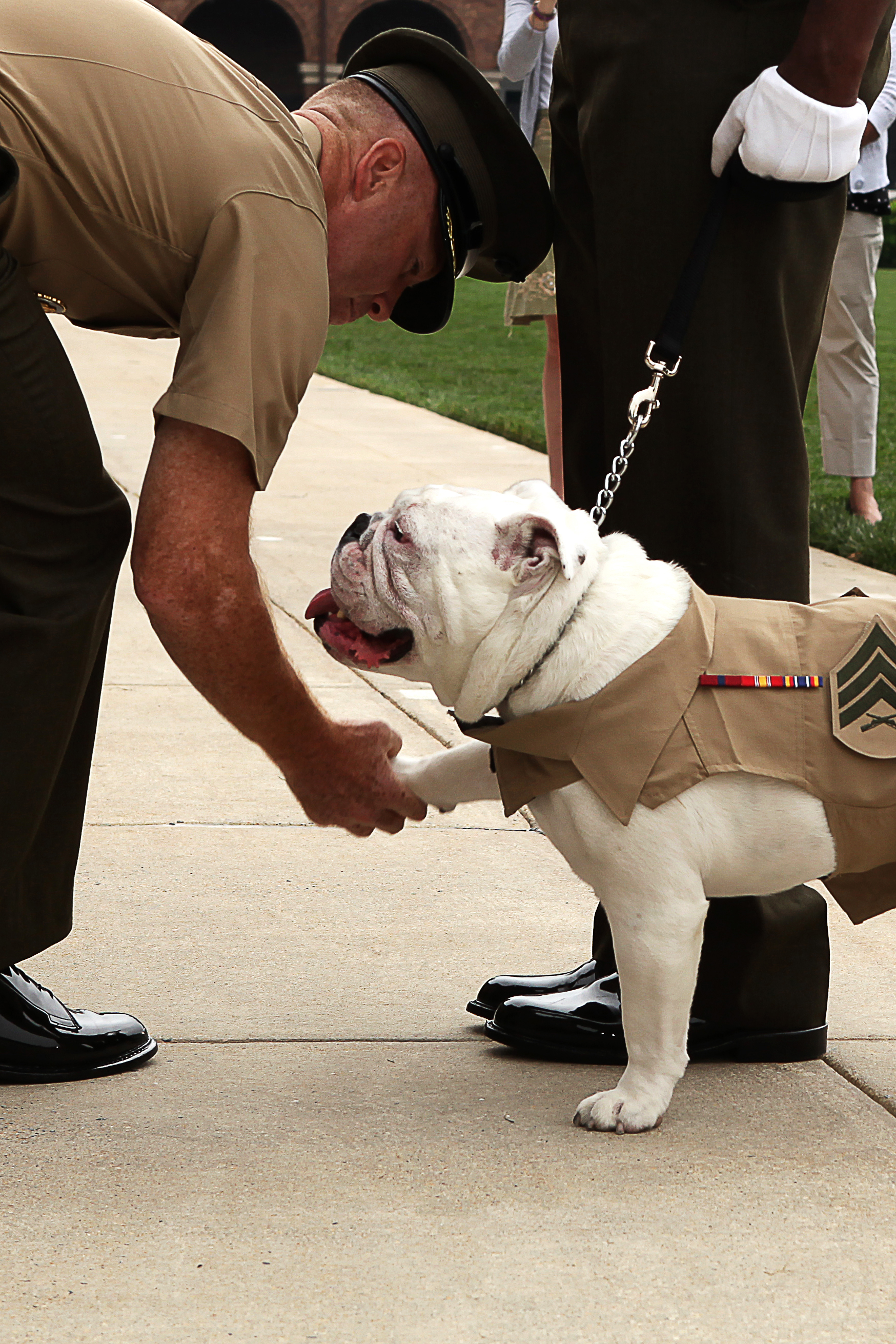
«Chesty», bulldog mascota del Cuerpo de Marines de los Estados Unidos.

Los bulldogs a menudo se asocian con determinación, fuerza y coraje debido a su ocupación histórica, aunque el perro de hoy en día se cría por su apariencia y amabilidad y no es apto para un esfuerzo físico significativo. A menudo son utilizados como mascotas por universidades, equipos deportivos y otras organizaciones. Algunas de las mascotas bulldog más conocidas incluyen Butler's Blue IV, Handsome Dan de la Universidad de Yale, Uga de la Universidad de Georgia, Bully del estado de Misisipi y Chesty del Cuerpo de Marines de los Estados Unidos.
El bulldog se originó en Inglaterra y tiene una asociación de larga data con la cultura británica; la BBC escribió: ‘para muchos, el Bulldog es un icono nacional, que simboliza el coraje y la determinación’. Durante la Segunda Guerra Mundial, el primer ministro británico Winston Churchill fue comparado con un bulldog por su desafío a la Alemania nazi.
La raza también ha sido muy importante en el cine y la televisión, siendo algunos de los personajes bulldog más prominentes Spike de Tom y Jerry, Héctor el Bulldog de las caricaturas de los Looney Tunes, y Luiz de Río.